# 비밀리에
비밀리에(Bimylie)는 대한민국 서울특별시를 연고지로 하는 최초의 아마추어 여자 야구팀이다. 한국여자야구연맹 소속이며, 2004년에 창단했다.